# 阿里山蝸牛
阿里山蝸牛（学名：Satsuma arisana）为南亞蝸牛科菱蝸牛屬下的一个种。其种加词“arisana”意为“阿里山的”。